# Politischer Forschungsrat
Der politische Forschungsrat ist ein Gremium in japanischen Parteien, das die innerparteiliche Politikformulierung steuert und in Zusammenarbeit mit Parlamentsausschüssen und Ministerien an Gesetzentwürfen arbeitet. Im engeren Sinne ist der politische Forschungsrat ein Gremium der lange regierenden Liberaldemokratischen Partei (LDP), der seimu-chōsakai (jap. 政務調査会, kurz seichōkai; engl. Policy Affairs Research Council, kurz PARC). Ähnliche Institutionen existieren aber unter verschiedenen Namen in allen landesweit agierenden Parteien.
Der Vorsitzende des politischen Forschungsrats wird meist zum engeren Führungskreis der Partei gezählt, bei der LDP gehört er neben dem Generalsekretär und dem Vorsitzenden des Exekutivrates zu den „drei Parteiämtern“. Der Rat selbst gliedert sich entsprechend den Ressorts im Kabinett in Unterausschüsse, die wiederum von einem Vorsitzenden geleitet werden. Die Mitglieder sind oft Branchenabgeordnete, die enge Beziehungen zur Ministerialbürokratie unterhalten.
Im Deutschen wird der politische Forschungsrat alternativ unter anderem als „politischer Forschungsausschuss“, „politischer Planungsausschuss“, „Politikforschungsrat“, „Rat für politische Grundsatzfragen“ bezeichnet, mit dem englischen Namen oder dessen Übersetzung als „Forschungsausschuss für politische Angelegenheiten“.

## Liberaldemokratische Partei
In der jahrzehntelangen Regierungszeit der LDP war der politische Forschungsrat ein Symbol der engen Verflechtung der Partei mit Ministerialbürokratie und Wirtschaft, dem sogenannten Eisernen Dreieck. Bis zum erstmaligen kurzzeitigen Machtverlust der LDP in den frühen 1990er Jahren galt ein strenges System parlamentarischer Seniorität (gemessen an der Anzahl der Wiederwahlen als Abgeordneter) bei der Besetzung des Vorsitzes des Forschungsrates und seiner Unterausschüsse.

## Demokratische Partei
In der von 2009 bis 2012 regierenden Demokratischen Partei war der politische Forschungsrat, seisaku chōsakai (政策調査会), 2009 abgeschafft worden. Die Partei versucht erklärtermaßen, den Einfluss der Ministerialbürokratie zurückzudrängen. Der Parteivorsitzende Naoto Kan führte den Rat 2010 wieder ein.

## Sozialistische Partei Japans
In der Sozialistischen Partei Japans (SPJ), die bis in die 1990er Jahre die größte Oppositionspartei war, hieß der politische Forschungsrat seisaku shingikai (政策審議会, etwa „politischer Beratungsausschuss“). Bei der kleinen Nachfolgepartei SDP wurde der Name des Gremiums beibehalten.

## Andere Parteien
Die Namen des politischen Forschungsrates in weiteren, national repräsentierten Parteien sind:
- Kōmeitō: (chūō kanjikai) seimu chōsakai (（中央幹事会）政務調査会, etwa „Politischer Forschungsrat (des Zentralvorstandes)“)
- Kommunistische Partei Japans: (chūō iinkai) seisaku iinkai (（中央委員会）政策委員会, etwa „Politisches Komitee (des Zentralkomitees)“)
- Neue Volkspartei: seimu chōsakai (政務調査会)
- Minna no Tō: seisaku chōsakai (政策調査会)
- Shintō Kaikaku: seichōkai (政調会)